# Gemeinde Liemberg
Die Gemeinde Liemberg war ab 1850 eine Gemeinde im Kärntner Bezirk Sankt Veit an der Glan, die per 1. Jänner 1958 durch Zusammenlegung mit den Gemeinden Hardegg und Pulst in der neuen Gemeinde Liebenfels aufging. Der Großteil der ehemaligen Gemeinde Liemberg gehört auch heute noch zur Gemeinde Liebenfels, der westliche Teil hingegen gehört seit 1973 zur Gemeinde St. Urban und damit zum Bezirk Feldkirchen.

## Geografie

### Lage
Die Gemeinde lag am südwestlichen Rand des Bezirks St. Veit an der Glan. Ihre Fläche betrug 10,81 km². Sie umfasste jenen in gut 650 Meter Höhe gelegenen Teil des Tals des Liembergbachs, der sich von Zwattendorf im Westen bis zu dem Graben erstreckt, der im Osten hinunter Richtung Glantschach führt, und die Höhenzüge nördlich und südlich davon. Im mittleren Teil des Tals und an dessen Südhang liegt der Ort Wasai. Die steilen Nordhänge, die sich vom westlichen Teil des Tals bis auf über 1100 Meter Höhe hinauf zum Gößeberg und zum Veitsberg erstreckten, waren ebenso großteils bewaldet und nur sehr dünn besiedelt, ebenso die sich nördlich dieser Höhen bis hin an den Südrand des Dobramoors erstreckenden Abhänge und Hügel. An den sanfteren Hängen, die sich vom östlichen Teil des Liembergbachtals nach Norden erstrecken, lagen zwei Orte: das als Gemeindehauptort fungierende Liemberg und Eggen.

### Gliederung

#### Katastralgemeinden
Die Gemeinde umfasste die Katastralgemeinde Liemberg in ihren damaligen Grenzen.

#### Ortschaften
Zur Zeit des Bestehens der Gemeinde wurden in ihr folgende Ortschaften geführt:
- Liemberg
- Eggen
- Wasai
- Gößeberg, das einige Jahre nach Auflösung der Gemeinde großteils an den Bezirk Feldkirchen angeschlossen wurde
- der östliche Teil von Zwattendorf, der einige Jahre nach Auflösung der Gemeinde großteils an den Bezirk Feldkirchen angeschlossen wurde

## Infrastruktur
Die Gemeinde lag abseits von Bahnverbindung und Hauptstraßen und war mit den Nachbargemeinden nur durch sehr schlechte Gemeindestraßen verbunden. Im Gemeindehauptort Liemberg gab es außer der Pfarrkirche keine öffentlichen Einrichtungen; die einzigen Gewerbebetriebe im Gemeindehauptort waren eine Gemischtwarenhandlung und zwei Gasthäuser. Das Vermögen der Gemeinde beschränkte sich auf ein baufälliges Wohnhaus. Es gab keinen hauptberuflichen Gemeindesekretär; der Bürgermeister selber erledigte die anfallenden Arbeiten bzw. zog er fallweise Gemeindebürger für Schreibarbeiten heran. Es gab nie eine Schule in der Gemeinde; der Großteil der Gemeinde gehörte zum Sprengel der Volksschule in Gradenegg, was für die Kinder einen Schulweg von etwa 1½ Stunden zu Fuß pro Strecke bedeutete, Zwattendorf gehörte zum Schulsprengel von St. Urban.

## Geschichte
Im Zuge der Verwaltungsreformen nach der Revolution 1848/49 wurde 1850 aus der Steuer- bzw. Katastralgemeinde Liemberg die Gemeinde Liemberg errichtet. Erster Bürgermeister der Gemeinde war Johann Ramusch.
Die Gemeinde gehörte ab 1850 zum politischen Bezirk Sankt Veit an der Glan und zum Gerichtsbezirk Sankt Veit an der Glan. 1854 bis 1868 gehörte sie zum Gemischten Bezirk Sankt Veit. Durch die Reformen 1868 wurde sie wieder Teil des politischen Bezirks Sankt Veit an der Glan und des Gerichtsbezirks Sankt Veit an der Glan, in denen sie bis zu ihrer Auflösung verblieb.
Die Gemeinde war, was die Einwohnerzahl betrifft, eine der kleinsten in Kärnten, und es war ihr kaum möglich, die Aufgaben einer Gemeinde zu erfüllen. Daher wurde 1939 vorgeschlagen, die Gemeinde mit der damaligen Nachbargemeinde Pulst zusammenzulegen. Der Gemeinderat von Liemberg lehnte das jedoch ab und schlug seinerseits vergeblich vor, die Gemeinde Liemberg auf Kosten der Nachbargemeinde Sörg zu vergrößern, indem man die Katastralgemeinden Freundsam und Gradenegg an Liemberg anschließen sollte. Für den Fall, dass eine Auflösung der Gemeinde Liemberg unvermeidbar sei, wünschte der Liemberger Gemeinderat den Anschluss an Sörg statt an Pulst. Eine Einigung mit den Nachbargemeinden wurde nicht erzielt.
Die finanziellen Probleme der Gemeinde verschärften sich. Es war nicht absehbar, wie man einen der kleinen, strukturschwachen Orte der Gemeinde je zu einem funktionierenden Gemeindehauptort hätte ausbauen können. So beschloss der Gemeinderat von Liemberg im Frühjahr 1955, den Zusammenschluss mit der Nachbargemeinde Sörg anzustreben. Dabei wünschte die Gemeinde Liemberg, dass zur neuen vereinigten Gemeinde auch die damals zur Gemeinde Pulst zählende Katastralgemeinde Glantschach gehören sollte. Ein gleichzeitig gestellter Antrag, den westlichen Teil der Gemeinde Liemberg an die im benachbarten Bezirk Feldkirchen liegende Gemeinde St. Urban anzuschließen, wurde im Gemeinderat von Liemberg knapp abgelehnt. Obwohl sich auch die Gemeinde Sörg für die Vereinigung mit Liemberg aussprach, kam es zu keiner Einigung zwischen Liemberg und Sörg: Weder konnte man sich über den Namen noch über den Umfang der neuen Gemeinde einigen. Sörg lehnte es ab, zusätzlich zu Liemberg auch Glantschach anzuschließen, da man in der Ortschaft Sörg befürchtete, dass dann der Ort Glantschach Mittelpunkt der neuen Gemeinde hätte werden können.
So beschloss das Land Kärnten am 16. Oktober 1957 gegen den Willen der Gemeinde Liemberg durch ein Landesgesetz den Zusammenschluss der Gemeinden Liemberg, Pulst und Hardegg zur Gemeinde Liebenfels, der mit 1. Jänner 1958 wirksam wurde.
1973 wurde der westliche Teil der ehemaligen Gemeinde Liemberg von der Gemeinde Liebenfels an die Gemeinde St. Urban abgetreten, sodass jeweils der Großteil der Orte Zwattendorf und Gößeberg heute zur Gemeinde St. Urban gehört.

## Bürgermeister
Folgende Personen waren, in chronologischer Reihenfolge, Bürgermeister der Gemeinde:
- Johann Ramusch
- Martin Huber
- Bartl Ferjanz (1882 wegen Amtsmissbrauch zu 4 Monaten schweren Kerkers verurteilt)[5]
- Josef Heilig
- Urban Weratschnig
- Nikolaus Spittaler
- Paul Kozelsky
- Franz Kogler
- Michael Kogler
- Martin Winkler
- Sebastian Kanduth
- Johann Ruppnig
- Karl Konstanznig (1945)
- Franz Griehser (1946–1948)
- Hermann Eberhard (1948–1958)

## Bevölkerung
Für die Gemeinde wurden zur Zeit ihres Bestehens folgende Einwohnerzahlen angegeben:
- 1857: 325 Einwohner[6]
- 1869: 350 Einwohner, 60 Häuser[7]
- 1880: 275 Einwohner, 55 Häuser[8]
- 1890: 267 Einwohner, 55 Häuser[9]
- 1900: 276 Einwohner, 56 Häuser[10]
- 1910: 280 Einwohner, 57 Häuser[11]
- 1923: 267 Einwohner, 50 Häuser[12]
- 1934: 272 Einwohner[13]
- 1946: 280 Einwohner[14]
- 1955: 253 Einwohner, 46 Häuser[3]

Zum Vergleich: 2001 lebten auf der Fläche der 1958 aufgelösten Gemeinde weniger als 200 Einwohner.